# Theodor Hugues (Architekt)

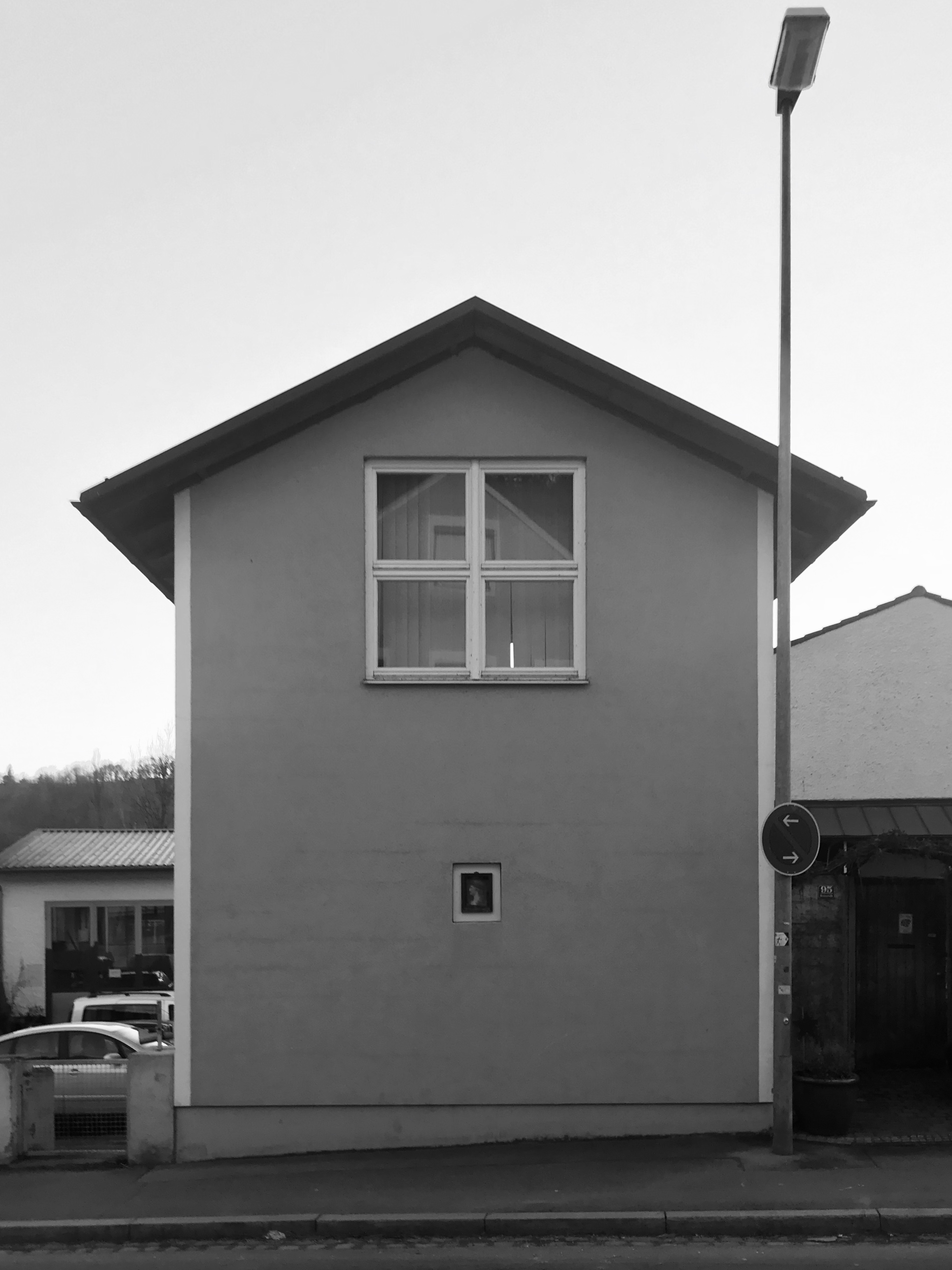
Haus Scheer, Eichstätt

Theodor Hugues (* 15. Januar 1937 in Würzburg; † 18. Juni 2022) war ein deutscher Architekt und Universitätsprofessor.

## Werdegang
Theodor Hugues studierte Architektur an der TU München, u. a. bei Hans Döllgast. Hugues lehrte als wissenschaftlicher Mitarbeiter an der TU München bei Johannes Ludwig (1962–1971) und als Professor an der TU München (1979–2002). Er promovierte 1973 über »Die altengerechte Wohnung«. Zwischen 1977 und 1982 arbeitete er mit Michael Gaenssler und später mit seiner Ehefrau Heide Hugues zusammen. 1986 wurde er in den BDA berufen.
Die Beisetzung erfolgte am 29. Juni 2022 auf dem Westfriedhof München.

## Bauten

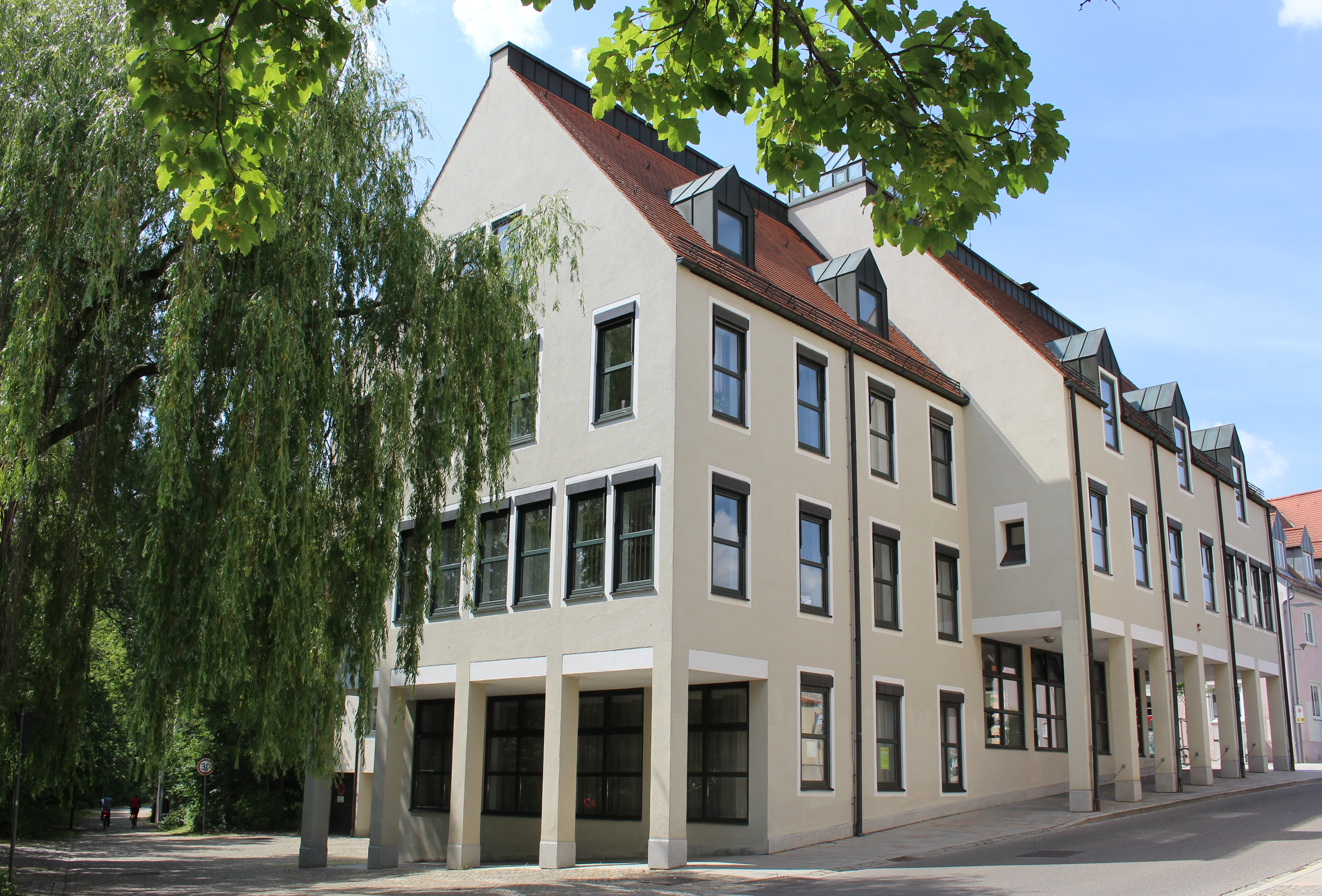
Rathaus, Pförring

Hugues Bauten wurden von den Architekturfotografen Sigrid Neubert und Josef Fiedler fotografiert.

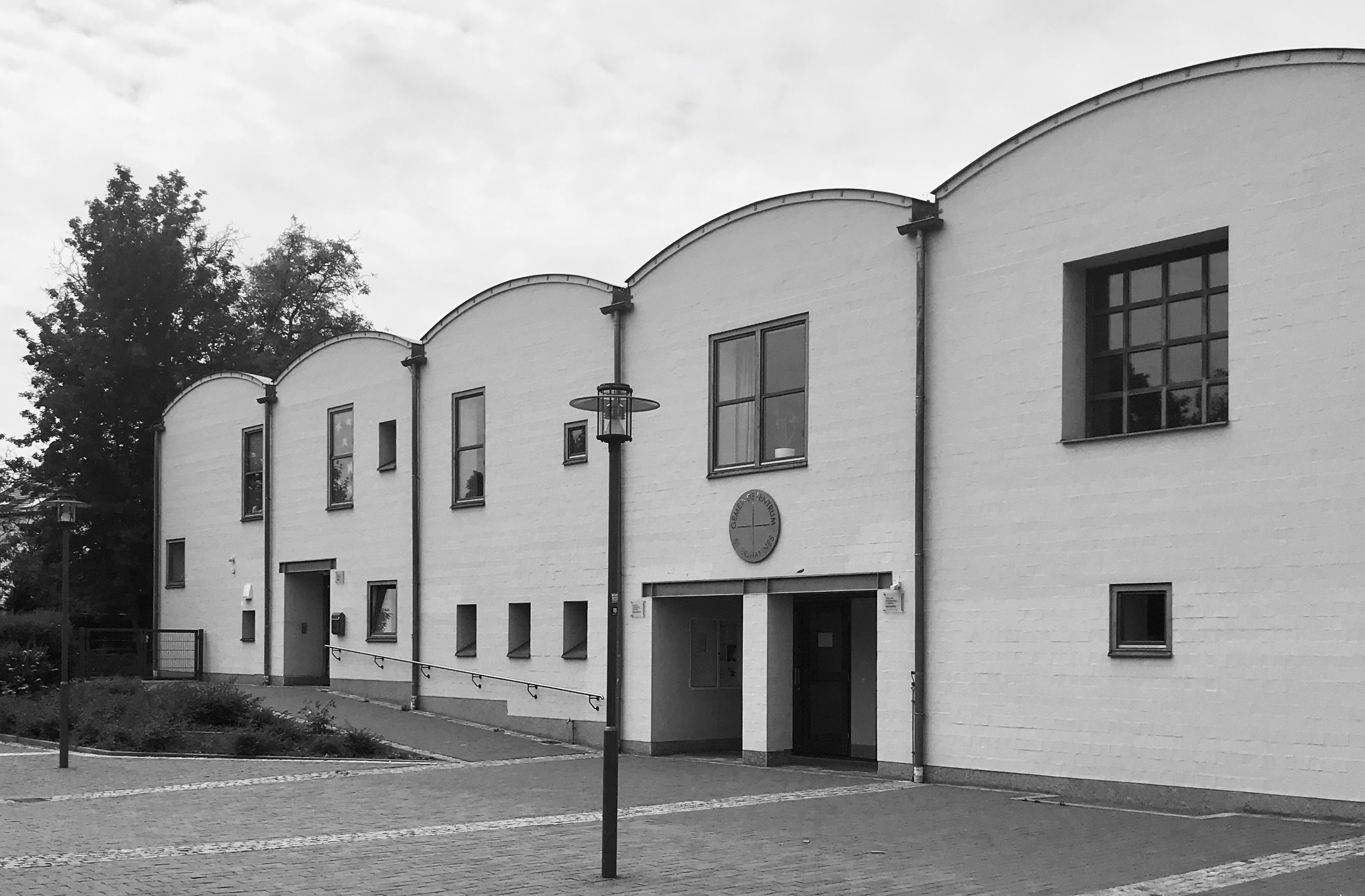
St. Johannes, Regensburg

als Mitarbeiter von Johannes Ludwig:
- 1967–1970: Geschäftshaus – Lindwurmstraße, München[5]

als Partner von Michael Gaenßler:
- 1978: Gemeindehaus, Miesbach
- 1978–1981: Müttergenesungsheim St. Stilla, Eichstätt-Marienstein
- 1980–1983: Erweiterung Landeskirchenamt München
- 1981–1983: Altenheim und Pfarrzentrum St. Johannes, Neumarkt in der Oberpfalz
- 1985–1988: Altes Stadttheater, Eichstätt mit Ingenieur Sailer Stepan Bloos und Lichtplaner Walter Bamberger[6]

eigene Arbeiten:
- 1974: Rudolf-Alexander-Schröder-Haus, Bergen
- 1974: Gemeindezentrum Philippuskirche, Markt Schwaben
- 1975: Evangelische Gesamtkirchenverwaltung, Bayreuth
- 1976: Kindergarten und Diakoniestation der Dankeskirche, München
- 1976: Fassadengestaltung Stadthäuser - Westenstraße, Eichstätt[7]
- 1977: Haus Scheer, Eichstätt[8]
- Schrannenhalle, Neuburg[9]
- 1982–1984: Umbau Domherrenhof, Eichstätt
- 1982–1984: Haus Schöpfel, Eichstätt-Blumenberg, mit Heide Hugues
- 1983–1984: Jugendtagungsstätte, Michelrieth
- 1984: Gemeindezentrum, Estenfeld
- 1984–1987: Rathaus, Pförring
- 1991: Evangelisch-lutherischer Kindergarten, Manching, mit Gerd Aufmkolk
- 1993: St. Johannes, Regensburg
- 1995: St. Jakobus, Aschaffenburg
- 1996: Evangelisch Lutherisch Kirche Petershausen (2016 von Thomas Hammer erweitert)[10]
- 2000–2004: Institutsbauten der Medizintechnik der TUM, Garching
- 19??: Erweiterung Rathaus, Karlskron, in Arbeitsgemeinschaft mit Seifert Hugues Architekten GmbH:
- 2009: Institutsbauten Finanzwirtschaftsinformatik und Zentrum für Weiterbildung und Wissenstransfer, Universität Augsburg

## Ehrungen und Preise
- 1970: Bayerischer Kunstförderpreis, Sparte Bildende Kunst[11]

- 1975: BDA-Preis Bayern für Rudolf Alexander Schröder-Haus, Bergen[12]
- 1986: Deutscher Holzbaupreis für Jugendtagungsstätte, Michelrieth
- 1990: Fritz Bender-Preis für Kindergarten, Waldkraiburg
- 1991: Fritz Bender-Preis für Kindergarten, Manching
- 1991: Heinrich-Tessenow-Medaille
- 1998: Karl-Maximilian-von-Bauernfeind-Medaille für gute Lehre[13]
- 2009: Bayerischer Architekturpreis für sein Lebenswerk als Architekt, Professor und für sein ehrenamtliches Engagement[14]

Folgendes Bauwerk ist vom Bayerischen Landesamt für Denkmalpflege als Baudenkmal eingetragen:
- Rudolf-Alexander-Schröder-Haus, Bergen (Chiemgau)[15]

## Ehemalige Assistenten
- Irene Meissner
- Claus Schuh
- Aslan Tschaidse
- Markus Zimmerman
- Martin Zoll